# Val del Riso
La Val del Riso (in bergamasco Al del Ris) è una valle della provincia di Bergamo, in Lombardia.

## Geografia
La valle è una diramazione occidentale della Val Seriana.
Inizia dal colle di Zambla, che la divide dalla val Parina, in un suggestivo scenario montuoso incastonato tra il monte Alben ed il monte Arera. Scendendo a valle si incontrano i nuclei abitativi di Cantoni, Scullera e  Chignolo, tutte frazioni di Oneta, per poi imbattersi in Gorno e sfociare nella Val Seriana  appena a sud dell'abitato di Ponte Nossa.
Ricchissima di acqua, è percorsa dal torrente Riso, in cui confluiscono numerosi torrenti minori.

## Storia

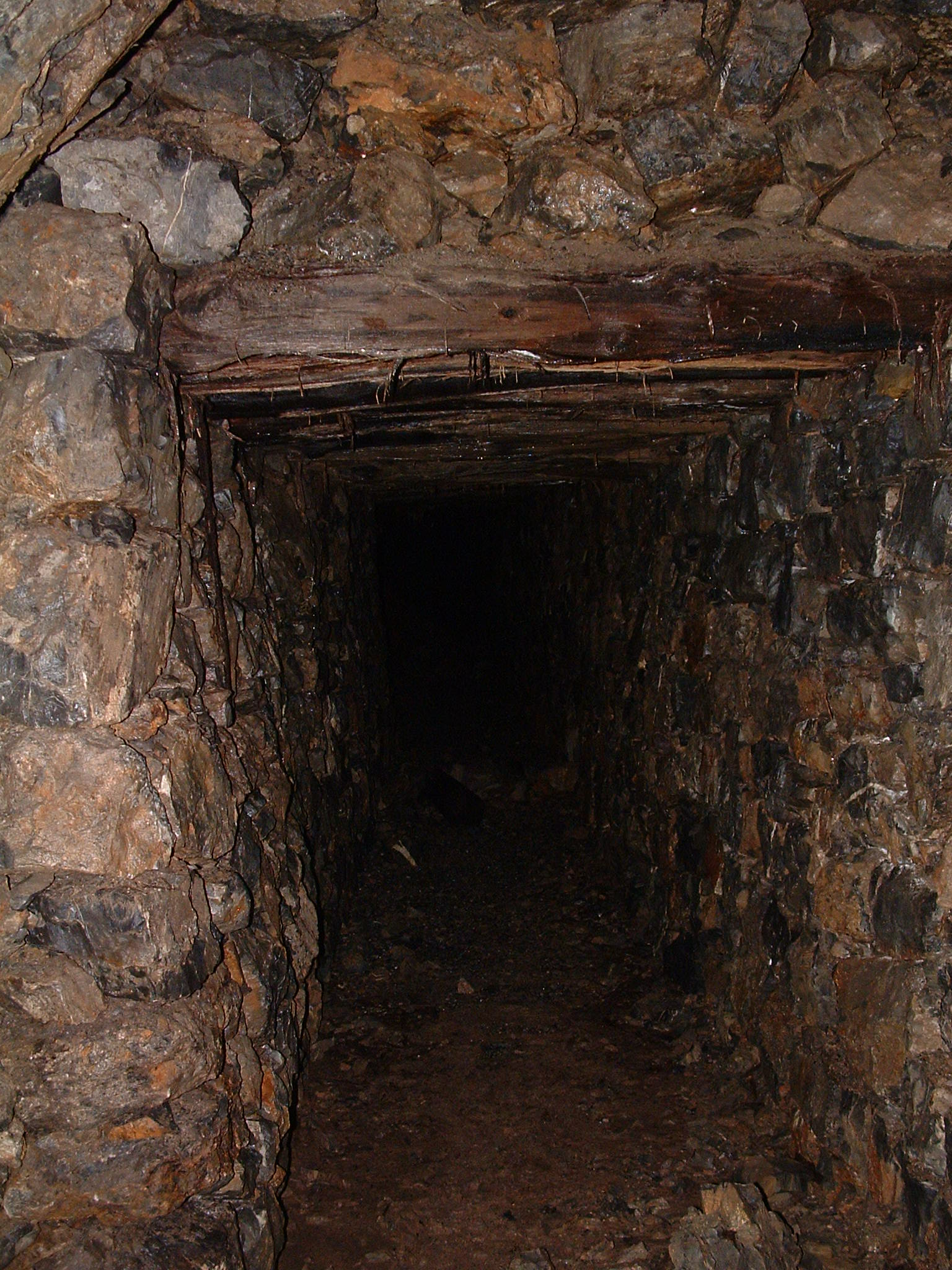
Interno delle miniere

Già nell'epoca romana l'intera zona era stata interessata da primi insediamenti urbani, dovuti alla scoperta di numerose miniere per l'estrazione di zinco, piombo. Dopo il declino dell'impero romano le miniere ebbero un notevole rilancio in epoca medievale, fino a raggiungere l'apice dell'importanza e della produzione nei primi decenni del XX secolo. 
Il seguente declino delle stesse ha portato una crisi economica nella valle, provocando un lento ed inesorabile fenomeno di spopolamento.
È tuttora presente un dedalo impressionante di cunicoli per l'estrazione dei minerali di piombo e zinco, a memoria della storia della zona.

## Divisioni amministrative
Amministrativamente è suddivisa in tre comuni: 

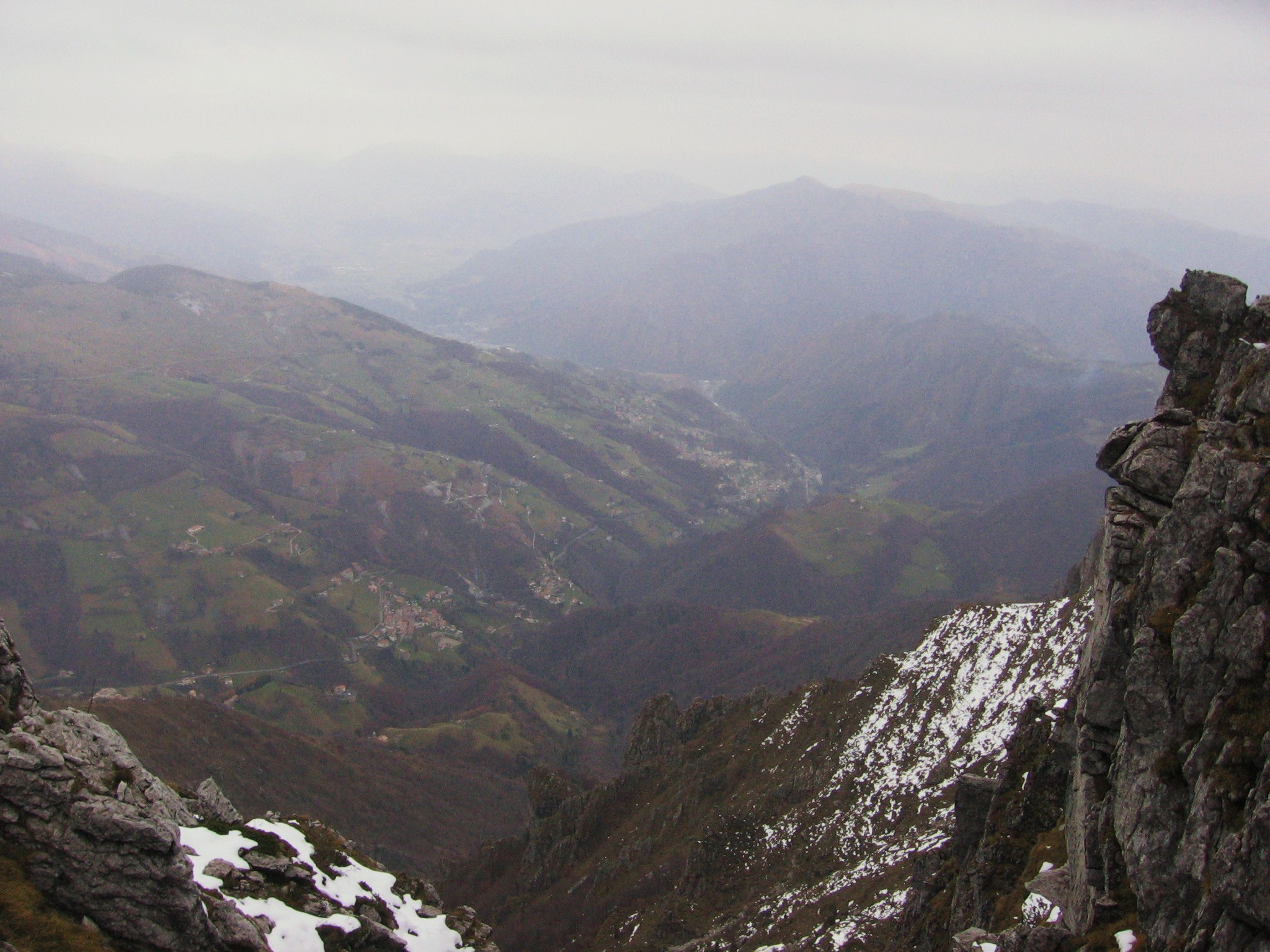
La valle vista dal monte Alben

- Oneta, con le frazioni
  - Villa (sede comunale)
  - Cantoni;
  - Scullera;
  - Chignolo
  - Plazza
- Gorno
- Ponte Nossa

## Vie di accesso
La valle è raggiungibile tramite due vie di comunicazione:
- dalla Val Brembana, immettendosi sulla strada provinciale per la val Serina, il cui svincolo è posto in comune di Zogno, e proseguendo fino ad Oltre il Colle, da cui si raggiunge il colle di Zambla ( della Val Serina)
- dalla Val Seriana, svoltando appena fuori dal centro abitato di Ponte Nossa ( Ponte Nossa-Zambla)